# Мейвуд (тауншип, Миннесота)
Мейвуд (англ. Maywood) — тауншип в округе Бентон, Миннесота, США. На 2000 год его население составило 860 человек.

## География
По данным Бюро переписи населения США площадь тауншипа составляет 91,4 км², из которых 91,4 км² занимает суша, водоёмов нет.

## Демография
По данным переписи населения 2000 года здесь находились 860 человек, 302 домохозяйства и 243 семьи.  Плотность населения —  9,4 чел./км².  На территории тауншипа расположено 314 построек со средней плотностью 3,4 построек на один квадратный километр. Расовый состав населения: 97,79 % белых, 0,12 % афроамериканцев, 0,12 % коренных американцев, 0,23 % азиатов, 0,23 % — других рас США и 1,51 % приходится на две или более других рас. Испанцы или латиноамериканцы любой расы составляли 0,81 % от популяции тауншипа.
Из 302 домохозяйств в 40,7 % воспитывались дети до 18 лет, в 71,2 % проживали супружеские пары, в 5,6 % проживали незамужние женщины и в 19,5 % домохозяйств проживали несемейные люди. 16,2 % домохозяйств состояли из одного человека, при том 4,6 % из — одиноких пожилых людей старше 65 лет. Средний размер домохозяйства — 2,85, а семьи — 3,21 человека.
29,9 % населения — младше 18 лет, 8,6 % — в возрасте от 18 до 24 лет, 28,3 % — от 25 до 44, 24,4 % — от 45 до 64, и 8,8 % — старше 65 лет. Средний возраст — 34 года. На каждые 100 женщин приходилось 100,0 мужчин.  На каждые 100 женщин старше 18 приходилось 108,7 мужчин.
Средний годовой доход домохозяйства составлял 47 500 долларов, а средний годовой доход семьи —  50 060 долларов. Средний доход мужчин —  33 068  долларов, в то время как у женщин — 21 696. Доход на душу населения составил 17 911 долларов. За чертой бедности находились 4,5 % семей и 5,6 % всего населения тауншипа, из которых 3,8 % младше 18 и 15,0 % старше 65 лет.